# 2021年俄羅斯國家杜馬選舉
2021年俄羅斯國家杜馬選舉於2021年9月17日至19日舉行，改選俄羅斯聯邦國家杜馬全部450個議席，以選出第8屆杜馬議員。是次選舉，統一俄羅斯黨赢得49.85%的选票并延續了在國會的過半優勢。

## 民调

统一俄罗斯
俄罗斯联邦共产党
俄罗斯自由民主党
公正俄罗斯－爱国者－为了真理
新人党

## 選舉結果
| |                              |             |            |            |            |                |                |                |      |        |  |  |
| 政党                                                                                                  | 政党                         | 比例代表制  | 比例代表制 | 比例代表制 | 比例代表制 | 单选席地方选区 | 单选席地方选区 | 单选席地方选区 | 总计 | 总计   |  |  |
| 政党                                                                                                  | 政党                         | 得票        | %          | ±          | 议席       | 得票           | %              | 议席           | 议席 | +/–    |  |  |
| | 统一俄罗斯                   | 27,915,255  | 49.85      | −4.35      | 126        | 25,201,048     | 45.86          | 198            | 324  | -19    |  |  |
| | 俄罗斯联邦共产党             | 10,616,253  | 18.96      | +5.62      | 48         | 8,984,506      | 16.35          | 9              | 57   | +15    |  |  |
| | 公正俄罗斯－爱国者－为了真理 | 4,164,368   | 7.44       | +1.22      | 19         | 4,882,518      | 8.78           | 8              | 27   | +4     |  |  |
| | 俄罗斯自由民主党             | 4,200,924   | 7.50       | −5.64      | 19         | 3,234,113      | 5.89           | 2              | 21   | -18    |  |  |
| | 新人                         | 2,986,507   | 5.33       | 新政党     | 13         | 2,684,082      | 4.88           | 0              | 13   | 新政党 |  |  |
| | 俄罗斯社会正义退休者党       | 1,377,362   | 2.46       | +0.73      | 0          | 1,969,986      | 3.58           | 0              | 0    | ±0     |  |  |
| | 俄罗斯统一民主党“亚博卢”     | 746,566     | 1.33       | −0.66      | 0          | 1,091,837      | 1.99           | 0              | 0    | ±0     |  |  |
| | 俄罗斯共产党人               | 713,271     | 1.27       | −1.00      | 0          | 1,639,774      | 2.98           | 0              | 0    | ±0     |  |  |
| | 俄罗斯生态党“绿党”           | 510,157     | 0.91       | +0.15      | 0          | 541,289        | 0.98           | 0              | 0    | ±0     |  |  |
| | 全俄政党“祖国”               | 448,490     | 0.80       | −0.71      | 0          | 829,303        | 1.51           | 1              | 1    | ±0     |  |  |
| | 俄罗斯自由和公正党           | 429,395     | 0.77       | 新政党     | 0          | 372,867        | 0.68           | 0              | 0    | 新政党 |  |  |
| | 绿色替代                     | 356,105     | 0.64       | 新政党     | 0          | 120,137        | 0.22           | 0              | 0    | 新政党 |  |  |
| | 成长党                       | 289,193     | 0.52       | −0.77      | 0          | 515,020        | 0.94           | 1              | 1    | +1     |  |  |
| | 公民纲领                     | 86,344      | 0.15       | −0.07      | 0          | 386,663        | 0.70           | 1              | 1    | ±0     |  |  |
| | 独立人士                     | –           | –          | –          | –          | 646,950        | 1.18           | 5              | 5    | +4     |  |  |
| 无效票或空白票                                                                                        | 无效票或空白票               | 1,173,291   |            |            | –          | 1,913,578      | 3.48           | –              | –    | –      |  |  |
| 总计                                                                                                  | 总计                         |             | 100        | –          | 225        |                | 100            | 225            | 450  | 0      |  |  |
| 登记选民／投票率                                                                                      | 登记选民／投票率             | 109,204,662 |            |            | –          | 108,231,085    |                | –              | –    | –      |  |  |
| 来源: Central Election Commission （页面存档备份，存于） (individual mandates （页面存档备份，存于）) |                              |             |            |            |            |                |                |                |      |        |  |  |

## 争议与批评

### 选举舞弊的指控
俄罗斯选举监督组织表示这次选举普遍存在选举舞弊。独立选举监督组织Golos表示，在从9月17日至19日连续三天的俄罗斯选举中观察到大规模的侵犯观察员、委员会成员和候选人权利的情况。Golos同时也接到许多投票违规行为，包括选票在未密封的容器中过夜或在没有视频监控的房间存放的报告，选举观察员因举报违规行为而受到恐吓、威胁甚至拘留的情况。而社交媒体上也流传着几段显示涉嫌欺诈的视频，包括在投票站以外出现选票，向支持统一俄罗斯的选民派发现金、强迫投票，也有民众投诉在投票期间被阻止进入投票站。
尽管在选举中，俄罗斯官员试图限制在投票站使用摄像机，但仍不断传出明显的违规投票内容，例如亚博卢分享在投票中心的违规视频。亚博卢的投票监督员分享来自萨马拉一个投票站的一段视频显示，该投票站上午几乎空无一人，而该地区的官方投票却在9月18日记录了大约1,600张选票。另有视频显示，一名妇女在投票时试图利用俄罗斯国旗挡住，然后将一叠选票扔进投票箱 。俄罗斯中央选举委员会也展示在9月18至19日斯塔夫罗波尔边疆区皮亚季戈尔斯克的一处投票站内的摄像镜头被人用一块抹布盖住。

#### 选举相关机构的回应
9月19日，俄罗斯中央选举委员会宣布17个地区的54个投票站的8,539张选票无效。中央选举委员会主席埃拉·帕姆菲洛娃 (Ella Pamfilova) 表示，在收到8个地区的12个填票案件后，这些投票站的结果将作废。而在阿迪格共和国、布良斯克和克麦罗沃地区的投票站发现违规行为后，3名投票站的负责人被解雇，并将有关信息移交给执法机构。20日，车里雅宾斯克中央选举委员宣布，由于违规行为和文件损坏，该地区取消了3,624多张选票。21日，北奥塞梯中央选举委员宣布，由于违规行为使该区一个投票站的2,500多张选票无效。
俄罗斯联邦公民院公共投票协调委员会第一副主席亚历山大·马尔克维奇（Александр Малькевич）表示，在选举开始的两天，该委员会至少接获了1万多条虚假的违规举报。俄罗斯联邦内务部局长米哈伊尔·达维多夫 (Давыдов Михаил Ильич)表示，自选举投票开始以来，内务部已经记录了5000多起各种违规行为，但没有任何严重的违规行为。

### 电子投票记录涉及欺诈
俄罗斯杜马选举在全国共七个地区进行了电子投票，其中首都莫斯科的电子投票引发重大争议，包括多次延迟公开选票结果、计票途中重新投票、电子投票显示出的巨大差距。在莫斯科传统投票站（现场投票）的记录中，俄罗斯联邦共产党获得最高比例的支持（30.4%），而统一俄罗斯则位居第二（30.1%）。但在加入电子投票记录后，统一俄罗斯获得的比例更高（44.77%）。相比之下，俄罗斯联邦共产党的电子投票记录则下降（15.53%）。结果结合两种形式的投票下，统一俄罗斯获得了36.96%选票，俄罗斯联邦共产党则获得22.66%选票。而在莫斯科15个选区中的8个选区处于领先地位的候选人（皆受到阿列克谢·纳瓦尔尼团队开发的智能投票支持），在电子投票结果公布后都发生了逆转，其中单一选区的选票差距就相差了11,000票以上。最终莫斯科15个杜马议席皆由统一俄罗斯拿下，俄罗斯联邦共产党与独立派候选人对此强烈谴责选举舞弊。
俄罗斯独立选举监督组织Golos指控，莫斯科候选人的电子选票数量比实际投票数量多了78,000张，呼吁应该对莫斯科电子投票的结果全部取消。Golos联合主席罗曼·乌多（Роман Удот）描述莫斯科电子投票程序是“一种耻辱”，而选举本身是俄罗斯历史上“最肮脏的”之一。
莫斯科观察公共选举总部对此于9月22日宣布进行重新计票。负责人阿列克谢·维内迪克托夫 (Alexei Venediktov) 表示，将指示技术小组在9月27日前对电子投票结果进行复核，并公开所有电子数据。但强调重新进行计票是一项“协调”，并不具有法律效力。9月24日，俄罗斯联邦共产党对国家杜马选举的网络投票结果提出15起诉讼，要求取消首都莫斯科15个选区的电子投票结果。莫斯科观察公共选举总部强调电子投票程序没发现填票和黑客攻击的痕迹，而且各地选区的选票结果已经核实，不可能改变投票结果。

### 谷歌与苹果删除反对派的应用程序与宣传视频
2021年9月16日，《新报》报导俄罗斯网络提供商开始屏蔽Google Docs，理由是阿列克谢·纳瓦尔尼的支持者透过Google Docs发布了一份「智能投票」的候选人名单，俄罗斯通信监管机构表示这些文件违反了俄罗斯法律。尽管已被判入狱的克里姆林宫批评家纳瓦尔尼不被允许投票，但其支持者制定了一种被称为「智能投票」的策略，以根据选民意愿从智能投票计划中选出支持的候选人方式来排除克里姆林宫盟友的建议。而在9月17日，苹果公司在克里姆林宫威胁其员工可能入狱的压力下，宣布同意从其应用程序中删除了纳瓦尔尼的应用，而Google旗下的YouTube也删除了纳瓦尔尼团队的三段宣传「智能投票」的视频。阿列克谢·纳瓦尔尼的盟友与支持者抨击Google与苹果公司向克里姆林宫的「勒索」屈服，以进行可耻的政治审查行为，以及俄罗斯当局采取严厉的措施阻止智能投票运动。

### 互联网限制
自8月中旬以来，俄罗斯联邦审查机构通信、信息技术和大众传媒监督局（Roskomnadazor）威胁苹果和谷歌公司，命令其删除克里姆林宫反对派的“智能投票”应用程序。最终苹果和谷歌公司在9月17日执行Roskomnadzor的要求，阿列克谢·纳瓦尔尼盟友Ivan Zhdanov对此将科技公司删除该应用程序描述为“可耻的政治审查行为”。而在选举前几天，Facebook、Twitter和Telegram也因未能删除违法内容而被处以罚款。Telegram也是纳瓦尔尼团队发布消息的关键工具，但也同样删除了纳瓦尔尼团队的智能投票信息。纳瓦尔尼运营的大约50个网站也被屏蔽，其中包括一个专门用于智能投票的网站。

### 争议领土的投票
自2014年克里米亚与塞瓦斯托波尔地区被俄罗斯吞并以来，这些地区被莫斯科视为是其领土的一部份。这次选举俄罗斯向乌克兰东部分发了超过60万本护照，而亲俄民众可以以电子方式或在俄罗斯边境地区的顿河畔罗斯托夫进行投票，这引起了乌克兰批评俄罗斯在克里米亚举行选举的行动违反了国际法。9月16日，乌克兰外交部长德米特里·库列巴呼吁联合国帮助乌克兰恢复国家领土，并敦促国际社会不要承认选举结果。乌克兰外交部发布声明谴责俄罗斯在克里米亚自治共和国的非法投票的组织和行为严重侵犯了乌克兰国家主权和领土完整的延续。声明续称，俄罗斯的这些行为也严重违反国际法的基本原则和规范、两国义务以及《联合国宪章》和联合国大会的决议。乌克兰国家安全与国防委员会亦宣布制裁在克里米亚領土选举委员会的53名成员、33名国家杜马席位竞争者以及“直接参与”投票组织的7名官员，并警告外国观察员若前往克里米亚监督选举，将被实施制裁。

### 选举后的抗议活动
是次选举结束后的第二日，俄罗斯联邦共产党莫斯科市委第一书记瓦列里·拉什金联合部分落选的反对派人士约200余人在莫斯科组织了一场抗议选举舞弊的示威，并声援被捕的反对派领袖阿列克谢·纳瓦利内 ；示威随后从莫斯科扩散至萨拉托夫、叶卡捷琳堡、伏尔加格勒等城市。受此影响，警方封锁了俄共莫斯科市委的大楼，拘捕了多名参与示威的共产党员和包括左翼阵线协调员谢尔盖·乌达尔佐夫在内的一些社会主义组织的成员，并试图用音乐和噪音掩盖示威者的演讲 。但俄共党首久加诺夫未参与示威。9月28日，警方突击搜查了俄共方面的律师，他们先前准备就俄共在电子计票与人工计票中巨大的票数反差提起诉讼；俄共党首久加诺夫表示警方的做法是刑事犯罪，并向内政部提出上诉。9月29日，莫斯科市杜马中的全部13位俄共议员以集体缺席议会的方式表达对当局打压反对派的抗议。

## 国际反应
欧盟理事会表明不会承认俄罗斯在克里米亚半岛的选举结果及支持乌克兰保持领土完整和主权。欧盟外交和安全政策高级代表何塞·博雷利·丰特列斯发布声明，对俄罗斯决定严格限制欧安组织/民主选举观察团表示遗憾。而欧盟也根据独立来源和可靠消息注意到俄罗斯选举中的严重违规行为。在选举前夕，反对派政客、民间社会组织和独立媒体以及记者受到越来越多的镇压，这导致俄罗斯选民的资讯受到限制，也限制了他们获取有关候选人的完整准确信息的能力。欧盟重申对俄罗斯反对派、民间社会和独立声音空间持续缩小表示深切的关注。欧盟呼吁俄罗斯领导层扭转这些负面发展，以遵守其在联合国、欧安组织和欧洲委员会框架内保护人权和民主价值观方面做出的承诺。欧盟也不会承认俄罗斯非法吞并克里米亚和塞瓦斯托波尔市，因此不承认在被占领的克里米亚半岛举行的所谓选举。俄罗斯决定让乌克兰顿涅茨克和卢甘斯克地区等非政府控制领土的居民参与国家杜马、地区和地方选举，与明斯克协议的精神和目标背道而驰。
美国表明俄罗斯选举是在不自由和不公平的条件下进行及支持乌克兰保持领土完整和主权。美国国务院发言人爱德华·普莱斯发表声明，对俄罗斯于9月17日至19日举行的杜马选举并非是在自由和公平的条件下举行。俄罗斯政府对反对派的人士使用所谓的「极端组织」、「外国代理人」和「不良组织」的法律严重限制了政治多元化，并阻碍了俄罗斯人民行使公民和政治的权利。俄罗斯政府在限制独立政治人物之前采取了广泛的措施来边缘化独立政治人物，这也阻止了欧安组织和人权办公室对民主制度选举的观察，从而限制民主选举至关重要的公平与透明度。这些行动违背了俄罗斯对遵守《公民权利和政治权利国际公约》规定的义务，以及俄罗斯对欧安组织和其他国际和地区机构的承诺。美国呼吁俄罗斯履行其尊重人权和基本自由的国际义务，并停止向民间社会、政治反对派和独立媒体施压，同时也不会承认在乌克兰主权领土上举行的俄罗斯杜马选举。
英国表明俄罗斯选举的许多做法与其国际承诺不一致，代表其民主自由的严重倒退。英国外交、联邦和发展事务部发言人声明，对俄罗斯于9月17日至19日举行的杜马选举标志着俄罗斯民主自由的严重倒退。俄罗斯当局为了边缘化民间社会、压制独立媒体和排除真正的反对派候选人所采取的措施破坏了政治多元化，这与俄罗斯所签署的国际承诺背道而驰。英国政府对俄罗斯向选举监督所施加的不当限制感到失望。英国政府谴责俄罗斯在乌克兰主权领土上举行的选举，并重申从2014年3月至今时今日的立场，俄罗斯吞并克里米亚是非法和不正当的。